# 페치 대성당

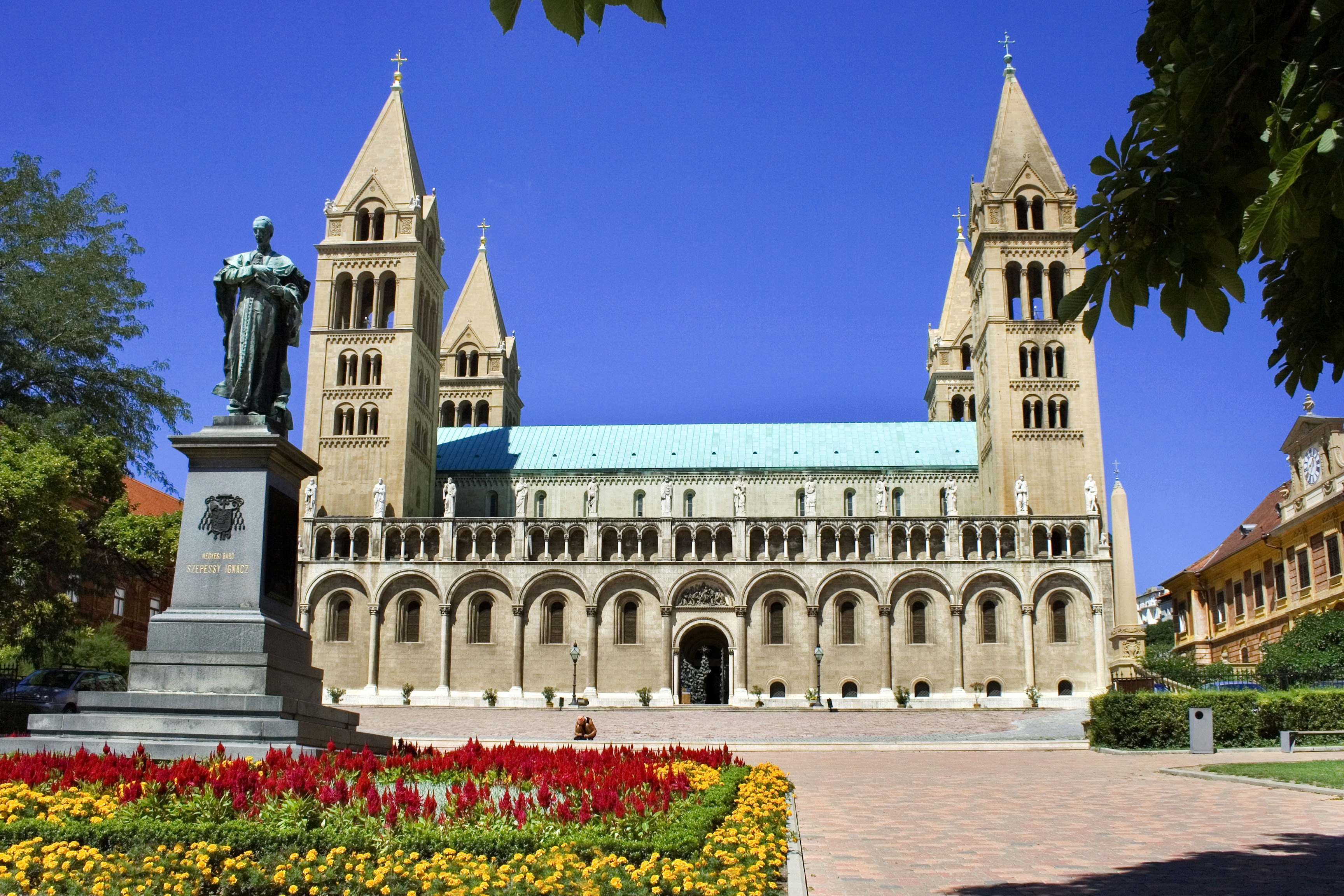
페치 대성당

성 베드로와 성 바오로 대성당(헝가리어: Szent Péter és Szent Pál székesegyház), 간단히 페치 대성당(헝가리어: Pécsi székesegyház)은 헝가리 버러녀주 페치에 있는 성당으로, 페치 교구의 대성당 역할을 한다.